# 風之谷的娜烏西卡 (單曲)
《風之谷的娜烏西卡》（日语：風の谷のナウシカ）是由日本女星安田成美於1984年發行的個人首張單曲，並且是同年上映動畫《風之谷》的預告片宣傳歌。

## 發表過程
在動畫導演宮崎駿進行將他所創作的漫畫《風之谷》給改編成同名動畫時，影片出版商德間書店舉行了一場挑選出能符合劇中女主角娜烏西卡形象、以及演唱此篇動畫片尾曲的女星選拔賽。選拔賽最後是由安田成美在一共7611名參賽者中勝出，獲得演唱此曲目的機會。
雖然《風之谷的娜烏西卡》有被安排穿插在一些《風之谷》的宣傳影片中，但宮崎駿與影片製作人高畑勳不認為該曲目的歌詞涵義與曲調風格能夠表達出影片涵義，不接受將此採納為片尾曲，加上當時負責影片配樂的久石讓得到宮崎駿與高畑勳的肯定，便將《風之谷》片尾結束的音樂改成也一同交由久石讓處理。

## 收錄曲目
| 曲序 | 曲目                 |        | 作曲     | 编曲     | 时长 |
| ---- | -------------------- | ------ | -------- | -------- | ---- |
| 1.   | 風之谷的娜烏西卡（） | 松本隆 | 細野晴臣 | 荻田光雄 | 4:08 |
| 2.   | 風之妖精（）         | 松本隆 | 細野晴臣 | 白井良明 | 4:18 |

## 反應
此歌曲推出後，有獲得Oricon排行榜中的年度單曲第63名成績。在音樂節目《The Best Ten》的排行部份，曾擠進該節目週內排行榜的第13名、以及年度百大單曲第96名。

## 翻唱
- 井上杏美：收錄於2010年專輯[7]
- 普莉西雅·安：收錄於2012年專輯《Natural Colors》[8]
- 手嶌葵：收錄於2012年專輯[9]
- 真心Brothers：收錄於2015年專輯《PACK TO THE FUTURE》[10]